# خوسيه خواكين مورا بوراس
خوسيه خواكين مورا بوراس (بالإسبانية: José Joaquín Mora Porras)‏ هو سياسي كوستاريكي، ولد في 21 فبراير 1818 في سان خوسيه في كوستاريكا، وتوفي في 17 ديسمبر 1860 في سان سلفادور في السلفادور.